# Щирк
Щирк (пол. Szczyrk)  —  город  в Польше, входит в Силезское воеводство,  Бельский повят.  Имеет статус городской гмины. Занимает площадь 39,07 км². Население — 5734 человек (на 2016 год).

## История
После Первой мировой войны Щирк вернулся в состав Польши и вошёл в состав Бельского повята Краковского воеводства. В 1927 году Щирк был включен в состав Салмополя. Во время Второй мировой войны оккупирован  Германией и включен в округ Белиц Восточной Силезии. С 1945 по 1991 годы в Польской Народной Республике.
Статус города получил 1 января 1973 года.

## Инфраструктура
Туризм стал основным источником дохода в межвоенный период. Австрийские казармы и лазареты были превращены в отели. В 1924 году Бескидское общество, основанное немецкоязычными горожанами, построило горную хижину Скшичне, в 1933 году вторую. 
В 2009 году в Щирке и других местах на Силезских Бескидах прошёл Европейский зимний олимпийский молодежный фестиваль.
В период с 19 по 25.08.2018 Щирк принимал международный турнир по шашкам-100 Polish Open 2018, являющийся этапом Кубка мира по международным шашкам.